# 杜正玄
杜正玄（?—?），字慎徽，隋朝京兆人。杜正玄八世祖杜曼，为后赵从事中郎，于是住家在邺城。自杜曼至杜正玄，世代以文学传授。
杜正玄很聪敏，博闻涉猎多所精通。兄弟数人，都不到二十岁，以文章才辨享誉三河之间。开皇末年，杜正玄举秀才，尚书考他方略，杜正玄应声而对，下笔成章。仆射杨素恃才傲物，杜正玄义正言辞应答，无所屈服妥协，杨素很不高兴。很久后，林邑国献白鹦鹉，杨素急促召杜正玄，使者接连不断。杜正玄到了之后，即令他作赋。杜正玄仓卒之际，挥笔立成。杨素见他文不加点，才开始惊异。于是令他再写十余条其他文辞，又都下笔立成，而内容丰富词句优美，杨素于是叹道：“此人是真秀才，我不如啊！”授为晋王（杨广）行参军，转为豫章王（杨暕）记室，在官任上去世。其弟杜正藏、杜正倫。

## 延伸阅读
[在维基数据编辑]
 《隋書·卷76》，出自魏徵《隋书》